# Epilobium pyrricholophum
Epilobium pyrricholophum är en dunörtsväxtart som beskrevs av Adrien René Franchet och Sav.. Epilobium pyrricholophum ingår i släktet dunörter, och familjen dunörtsväxter. Inga underarter finns listade i Catalogue of Life.